# Oeneis dzhudzhuri
Oeneis dzhudzhuri är en fjärilsart som beskrevs av Leo Andrejewitsch Sheljuzhko 1929. Oeneis dzhudzhuri ingår i släktet Oeneis och familjen praktfjärilar. Inga underarter finns listade i Catalogue of Life.